# Ruuth i Västergötland
Ruuth i Västergötland var en svensk adelsätt med ursprung från frälsegården Kärrtorp i Larvs socken, Skaraborgs län (numera Västergötland). Ätten adlades 1590, introducerades 1640 på nummer 271, och utdog efter 1686. Gärden Kärrtorp och det heraldiska vapnet ärvdes med smärre ändring från svenska frälsemannen Jon Andersson vilken ätten härstammade från på mödernet. Ätten har inte något samband med den finländska ätten Ruuth i Finland. 
Vapen: Skölden kluven, höger i guld tre blå rutor, två över en, vänster i silver med en framkommande halv fläkt örn.

## Kända medlemmar
1. Rasmus Nilsson (Rudt) i Kärrtorp i Larvs socken, Skaraborgs län. Uppgives varit från Norge. Levde ännu 1565 (Fs.). Gift med Ingrid Andersdotter, dotter av Anders Svensson till Rylanda
  1. Nils Rasmusson, till Kärrtorp. Underskrev bland andra frälsemän från Västergötland trohetsförsäkran till hertig Johan 1568-08-15. Underskrev adelns försäkran med avseende på stadgan om kunglig och furstlig rättighet 1582-01-27. Upptages i registret över Sveriges adel 1586. Underskrev arvsföreningen vid riksdagen i Stockholm 1590-03-07. Fick 1590-03-12 av hertig Carl förläningsbrev på Kärrtorp och 1590-03-25 såsom systerson till Ulf och Joen Anderssöner, vilka år 1534 fått adlig frihet och frälse av konung Gustaf I, stadfästelse för sig av konung Johan III å samma deras brev, med lika friheter och villkor som andra adelsmän i Sverige. Död 1599.
    1. Jöns Nilsson Ruuth. Fick 1599-06-29 förläningsbrev på Kärrtorp. Död 161(7).
    2. Per Nilsson Ruuth, till Kärrtorp, för vilken gård han erhöll förläningsbrev 1618-01-21. Ätten introducerades 1640-02-01 under nr 231, vilket sedan ändrades till 271, och fick ätten sedermera till skillnad från de andra adliga ätterna Ruuth namnet Ruuth i Västergötland. Levde 1646, men var död 1651. Gift med Elin Jönsdotter Lilliebielke, dotter av Jöns Henriksson (Lilliebielke, nr 273) och Metta Bengtsdotter (Lilliehöök).
      1. Jöns till Påarp (Påtorp) i Dala socken, Skaraborgs län. Var 1656 kornett vid Västgöta kavalleriregemente. Löjtnant vid Västgöta kavalleriregemente 1659-02-11. Stupade 1676-08-17 i slaget vid Halmstad. Gift före 1657 med Maria Lilliehöök af Gälared och Kolbäck (nr 66) i hennes 1:a gifte (gift 2:o med ryttmästaren Erik Bengtsson Ulfsköld, i hans 1:a gifte, död 1712), levde 1692, men var död 1697, dotter av Måns Christoffersson Lilliehöök af Gälared och Kolbäck, och Anna Eriksdotter.
        1. Helena. Gift före 1691-04-27 med soldaten Hans Svensson.
        2. Anna Catharina, död omkring 1700. Gift efter 1698-03-21 med löjtnanten Lars Kafle (död 1740), i hans 1:a gifte, död 1740.

      2. Carin, levde ogift 1687.
      3. Meinart, levde 1686. med honom tros ätten ha utslocknat.
      4. Elin, levde 1680-03-19, men var död 1681-05-19. Var gift redan 1663, men med vilken är ej känt.

Gården Kärrtorp ägdes senare av friherre och landshövding Gustav Leijonhufvud, herre till Åda i Västergötland, Lagmansholm, Hjälmarsberg, Hökerum, Hageby i Sveneby socken, Brunnby i Irsta socken och Hulteby i Småland, vilken skall ha avlidit på gården Kärrtorp 1658.